# 기소우마

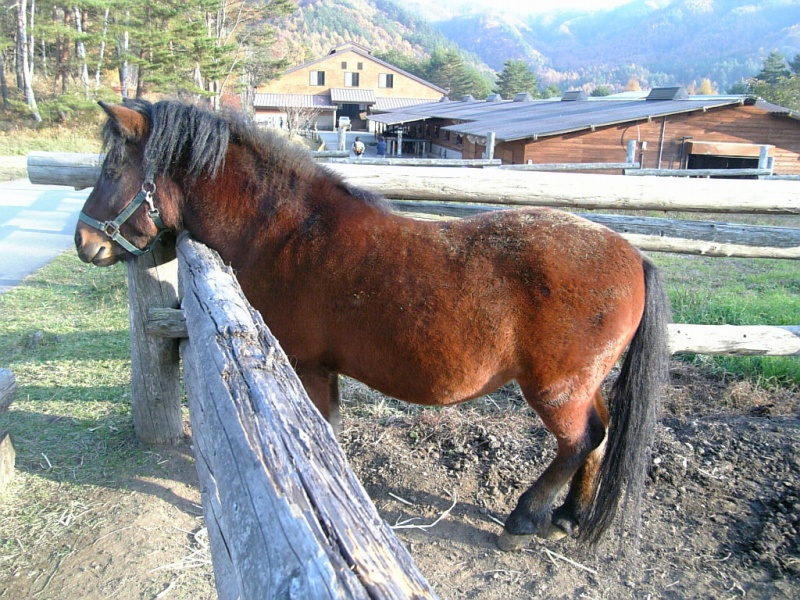

기소우마(木曽馬, きそうま)는 일본 나가노현(長野県) 기소(木曽)의 옛 기소 군(木曽郡)이라 불리던 지역을 중심으로 사육되었던 말의 품종이다. 또한 일본 재래의 말 품종의 하나이다. 일본 기후 현(岐阜県) 비젠(飛騨) 지방에서도 기소우마가 사육되었다.
일본 재래 말 품종으로는 이밖에도 홋카이도 화종(北海道和種, 홋카이도、속칭 도산코道産子), 노마우마(野間馬, 에히메현 이마바리 시 노마), 다이슈바(일본 나가사키 현 쓰시마 시), 미사키우마(御崎馬, 일본 미야자키현 도이 곶都井岬), 도카라 말(トカラ馬, 가고시마 현 도카라 열도), 미야코우마(宮古馬, 일본 오키나와 현 미야코 제도), 요나구니우마(与那国馬, 일본 오키나와 현 야에야마 열도)가 있는데, 기소우마는 이들 가운데 혼슈(本州) 지역에서 사육된 유일한 품종이다.
한때 절멸 직전까지 갔지만 기소우마 보존회(木曽馬保存会)를 중심으로 보존 활동이 이루어진 결과, 기소우마의 사육두수는 늘게 되었다. 그러나 이전처럼 교통 수단이나 농경으로써의 목적으로는 쓰이지 않고 현재는 200두 이하이다.
헤이안 시대(平安時代)부터 에도 시대(江戸時代)에 걸쳐 무사(武士)의 말로써 사용되었다.
기원은 확실하지 않지만, 원래는 몽골(대륙계) 말이었다. 일설에 따르면 기원전 1세기 중국 한(漢) 왕조에서 개량된 「몽고마」가 2, 3세기 한반도를 거쳐 일본열도로 왔다는 것이다. 이 말이 기소 지역이라는 산간 지대에서 사육된 영향으로 기소우마(木曽馬)라 불리게 되었다.

## 역사
일본열도에 있어서 말은 고훈 시대(古墳時代)인 4세기말부터 5세기에 걸쳐 대륙 및 한반도로부터 전래되었고, 시나노국(信濃国) ・ 가이 국(甲斐国) 등 동일본 중앙고지에서는 서일본보다 앞서는 4세기 말의 말뼈가 발굴되기도 했다. 아스카 시대(飛鳥時代, 6세기 초두)에 미노국(美濃国) 에나 군(恵那郡)에서 말의 방목이 시작되었다.
헤이안 시대에서 에도 시대까지: 무사들의 말、농경용 말、운송용 말로써 중요한 대우를 받았다. 가마쿠라 시대 후기, 가마쿠라 막부(鎌倉幕府)를 멸망시킨 닛타 요시사다(新田義貞)의 군이 사용했던 군마의 뼈가 유적에서 많이 발굴되었는데, DNA 감정 결과 기소우마였음이 밝혀졌다.
메이지 시대에서 다이쇼 시대까지: 교통 수단、농경용으로써 사육 두수가 증가하였다. 그러나 중형 말이었기에 군용으로는 적합하지 않았다. 일본 국가나 군에서는 서양 품종의 말들이 도입되었고, 재래종의 개량도 진행되었기 때문에 순혈 기소우마의 수는 격감하였다. 1943년(쇼와 18년)에 순혈 기소우마의 수컷 종마로 마지막 남아 있던 1두도 도태되어 절멸 직전에 이르렀다.
1946년 기소우마 복원 활동을 개시하였다. 1969년 기소우마 보존회(木曽馬保存会)가 설립되었다.
1983년 나가노 현 천연기념물로 지정되었다.